# Messatoporus tibiator
Messatoporus tibiator là một loài tò vò trong họ Ichneumonidae.